# Juana Salabert
Juana Salabert (París, 1962) és una escriptora franco-espanyola. És llicenciada en Lletres Modernes per la Universitat de Tolosa de Llenguadoc Le-Mirail i autora de diverses obres en castellà. És també la guanyadora del Premi Biblioteca Breve de l'editorial Seix Barral per Velòdrom d'Hivern l'any 2001.
És filla de Miguel Salabert (1931-2007), periodista, traductor i autor de la novel·la L'exili interior.

## Biografia
Va néixer a París l'any 1962. És filla de l'escriptor i traductor Miguel Salabert, que, per fugir del règim franquista i de la censura de què era víctima a Espanya, es va exiliar a França l'any 1956. Va créixer entre França i Espanya convertint-se en bilingüe. Diplomada de la Universitat de Tolosa-Joan Jaurés, va debutar com a novel·lista l'any 1996 amb Varadero. La seva segona novel·la Arde lo que será escrita i publicada el mateix any va ser finalista del Premi Nadal i va ser traduïda al francès per l'editorial Payot & Rivages. L'any 2001, va obtenir el Premi Biblioteca Breve de l'editorial Seix Barral amb Velódromo de invierno també traduït al francès.

## Obra
- Varadero (Alfaguara, 1996)
- Arde lo que será (Destinació, 1996: finalista del Premi Nadal)
- Mar de los espejos (Plaza & Janés, 1998)
- Aire nada más (Plaza & Janés, 1999)
- Estación central (Plaza & Janés, 1999)
- La bruja marioneta (Espada, 2001)
- Velódromo del invierno (Seix Barral, 2001: Premi Biblioteca Breve; Alianza, 2009)
- La noche ciega (Seix Barral, 2004; finalista del Premi Nacional de Narrativa 2005)
- Hijas de la ira (Plaza & Janés, 2005; Nocturna, 2009)
- El bulevar del miedo (Alianza, 2007: VIII Premi Unicaja de Novel·la Fernando Quiñones; finalista del premi Dashiell Hammett 2008)
- Cuentos de amigas (Anagrama, 2009) (antologia de diverses autores)
- La faz de la tierra (Alianza, 2011)
- La regla del oro (Alianza, 2015)